# النفاخية
النفاخية هي إحدى القرى اللبنانية من قرى قضاء صور في محافظة الجنوب.